# 사마윤
사마윤(司馬允, 272년 ~ 300년 8월)은 중국 서진의 황족이다. 진무제 사마염의 11남으로 모친은 이부인(李夫人)이다. 자는 흠도(欽度).

## 행적
277년 8월, 복양왕(濮陽王)으로 봉해졌고 289년, 회남왕(淮南王)으로 봉해져 진남대장군(鎮軍大將軍) 겸 도독양강2주군사(都督揚江二州軍事)에 임명되어 가절을 가지고 봉국으로 갔다.
299년, 조왕 사마륜이 가남풍을 폐위하자 여름 4월에 표기장군, 개부의동삼사가 되어 중호군을 관장하게 되었다. 성격이 침착함과 동시에 굳건해 숙위하는 장령등과 병사들이 모두 두려워하며 복종했으며, 사마륜과 손수가 다른 뜻을 갖고 있다는 것을 알고 몰래 죽음을 무릅쓰고 싸울 병사를 기르면서 그들을 몰아내려고 했다.
가을 8월에 태위로 임명되어 사마륜이 관직을 높이는 것처럼 보이게 하면서 병권을 빼앗으려고 하자 몸이 아프다고 해 벼슬을 받지 않았으며, 손수가 어사 유기를 파견해 사마윤을 압박하면서 그의 관속 이하 여러 사람들을 체포했다. 또한 손수가 조서를 거부해 대역 불경한 죄를 지었다는 명목으로 탄핵하자 조서를 보고 손수가 직접 손으로 쓴 것임을 확인하자 크게 노하여 어사 유기를 가두고 그의 목을 베려고 했다가 유기가 도망가자 그의 영사 두 명의 목을 베었다.
회남국의 군사와 장하에 있는 700명을 인솔해 조왕이 반란을 일으켰다고 외치면서 자신을 따를 사람은 옷을 왼편으로 여미라고 외치자 그에게 귀부하는 사람이 많았으며, 궁궐로 갔지만 상서좌승 왕여가 액문을 닫아걸어 들어가지 못하자 상국부를 포위하면서 사마륜을 공격해 몇 차례 승리했다. 사마윤은 승화문 앞에 진을 치고 궁노를 일제히 발사했고 이 때 진준이 사마윤을 돕기 위해 사마충에게 백호번을 보내 싸움을 해산시켜야 한다고 했고 사마독호 복윤이 기병 400명을 거느리고 나갔다.
그런데 복윤이 여음왕 사마건의 설득에 넘어가 사마륜을 돕기로 하면서 복윤이 글자가 없는 공판을 가져서 거짓으로 사마충이 회남왕을 도우라는 조서를 내렸다고 하자 진을 열어 복윤을 들어오게 했다. 사마윤은 수레에서 내려 조서를 받으려고 했다가 이 틈을 노린 복윤에게 살해당하였다.

## 같이 보기
- 오효왕 사마안 - 사마윤의 동복 동생
- 서진 민제 사마업 - 사마윤의 조카